# Nothing (canción de Depeche Mode)
Nothing es una canción del grupo inglés de música electrónica Depeche Mode compuesta por Martin Gore, publicada en el álbum Music for the Masses de 1987.

## Descripción
Tras de que en anteriores temas el grupo fuera incorporando más frecuentemente acompañamiento de cuerdas, desde Love, in Itself de 1983 pasando por Lie to Me de 1984 y Here is the House de 1986, en Nothing se le dio un protagonismo total a una guitarra en notación grave a través de un sampler que las repite en cuatro por cada tempo, aderezadas con un electrónico efecto de percusión producto de la caja de ritmos. Así, es un tema cínico y desenfadado, enmarcado en una musicalización conducida por el sampler de guitarra, de letra poco abundante pero sardónica, sin mucha profundidad implícita, incluso burlándose de la propia religión.
El resto de la musicalización es suave, de efectos varios de sintetizador y un irreverente acompañamiento vocal de los demás miembros de DM solo repitiendo “Uh, uh”; además presentando cambios en la notación de las cuerdas y con otro sampler de una voz totalmente distorsionada al cabo de los coros. Por último, en la coda, cada uno de los cuatro miembros va repitiendo Nothing.
El disco Music for the Masses fue el primero en el que Martin Gore dio un uso preponderante a la guitarra, como en Behind the Wheel, Never Let Me Down Again e incluso Strangelove, pero en Nothing se empleó de un modo extensivo pues si bien es solo un sampler éste es el que realmente crea y conduce la melodía durante toda la canción dejando al resto de sus elementos como un mero acompañamiento. Aun así, el sampler está fundido a tal grado en el sintetizador que solo se convierte en un efecto electrónico más.
La letra se acercaba nuevamente a las temáticas llenas de sorna parecidas a las del álbum Some Great Reward, aunque de modo menos directo, salvo por la tercera estrofa en donde sentencia “Sentado en la mira, Sentado rezando, Y Dios (no) dice, Nada”, zanjando el camino para la cuestión religiosa que capitalizaran poco después. En su planteamiento, es una canción llena de cinismo por nunca obtener nada, sobre aprender a no tener expectativas altas, no confiar en rezar, no sorprenderse cuando el tiempo invertido no redunde en nada, aunque sin caer en ser un canto al conformismo.
Su tema es la insatisfacción, cuando todo acaba y no se ha obtenido nada, cantándola David Gahan de un modo encendido, burlón, pero pagado de sí, que sin embargo está poco basado en esa letra la cual es prácticamente solo de relleno, mientras todo se apoya sobre todo en la musicalización sintetizada en la cual el experimentalismo de DM llegaba a extremos de sofisticación novedosos al privilegiar las cuerdas y todo un conjunto hecho a base de samplers.
En el álbum está continuada después del tema To Have and to Hold, el cual a su vez se continua tras I Want You Now, presentando los tres temas ligados.

## En directo
La canción estuvo presente solo durante el correspondiente Tour for the Masses, aunque en todas las fechas, en una interpretación totalmente sintética realizando el sampler desde los teclados electrónicos fundido a tal modo con el sintetizador que fácilmente se perdía
El canto “Uh, uh” se reproducía desde sintetizador, solo otro sampler más, mientras el canto integrado en la coda de cada uno repitiendo Nothing se omitió.
- Datos: Q60823389